# Desmeplagioecia amphorae
Desmeplagioecia amphorae is een mosdiertjessoort uit de familie van de Plagioeciidae. De wetenschappelijke naam van de soort is voor het eerst geldig gepubliceerd in 1974 door Harmelin.